# Episodi di Atlantis (seconda stagione)
La seconda ed ultima stagione della serie televisiva Atlantis, composta da 13 episodi, è stata trasmessa dal canale britannico BBC One dal 15 novembre 2014 al 16 maggio 2015.
In Italia è andata in onda dal 12 febbraio, con un'anteprima dei primi due episodi, per proseguire dal 7 marzo al 9 maggio 2016, su Rai4.
| nº    | Titolo originale           | Titolo italiano                     | Prima TV USA     | Prima TV Italia  |
| ----- | -------------------------- | ----------------------------------- | ---------------- | ---------------- |
| 1     | A New Dawn: Part One       | Una nuova alba - Parte 1            | 15 novembre 2014 | 12 febbraio 2016 |
| 2     | A New Dawn: Part Two       | Una nuova alba - Parte 2            | 22 novembre 2014 | 12 febbraio 2016 |
| 3     | Telemon                    | Telamone                            | 29 novembre 2014 | 7 marzo 2016     |
| 4     | The Marriage of True Minds | Il principe traditore               | 6 dicembre 2014  | 14 marzo 2016    |
| 5     | The Day of the Dead        | Il giorno dei morti                 | 13 dicembre 2014 | 21 marzo 2016    |
| 6     | The Grey Sisters           | Le sorelle Graie                    | 20 dicembre 2014 | 28 marzo 2016    |
| 7     | A Fate Worse Than Death    | Un fato peggiore della morte        | 11 aprile 2015   | 4 aprile 2016    |
| 8     | The Madness of Hercules    | La pazzia di Ercole                 | 18 aprile 2015   | 11 aprile 2016   |
| 9     | The Gorgon's Gaze          | Lo sguardo della Gorgone            | 25 aprile 2015   | 18 aprile 2016   |
| 10    | The Dying of the Light     | La luce morente                     | 2 maggio 2015    | 25 aprile 2016   |
| 11    | Kin                        | La stirpe                           | 9 maggio 2015    | 2 maggio 2016    |
| 12-13 | The Queen Must Die         | La regina deve morire - Parti 1 e 2 | 16 maggio 2015   | 9 maggio 2016    |

## Una nuova alba - Parte 1
- Titolo originale: A New Dawn: Part One
- Diretto da: Justin Molotnikov
- Scritto da: Howard Overman

Dopo che il re Minosse è morto e Pasifae è stato bandito, Arianna è ora la regina. La città di Thera è sotto attacco da parte di Pasifae e del suo esercito. Arianna invia Giasone, Ercole e Pitagora per salvare Sarpedonte da Thera. Atlantide è protetta dalla statua chiamata Palladio. Medea, inviata da Pasifae e introdotta di nascosto ad Atlantide da Sarpedonte, ruba il Palladio. Arianna invia nuovamente Giasone, Ercole e Pitagora per recuperare il Palladio da Pasifae e dal suo esercito prima che Atlantide cada.

## Una nuova alba - Parte 2
- Titolo originale: A New Dawn: Part Two
- Diretto da: Justin Molotnikov
- Scritto da: Howard Overmann

Pasifae porta avanti l'attacco ad Atlantide, ma con le truppe esaurite, la città è quasi persa senza il ritorno di Giasone, Ercole e Pitagora, che, fuggiti da un ciclope in un labirinto di caverne, si trovano ad affrontare l'esercito disertore. Sarpedonte ammette il suo inganno ad Arianna, ma quando cerca di espiare i suoi peccati finisce per pagare il prezzo più alto. Durante la battaglia, Eracle vede Pasifae uccidere uno dei suoi uomini per salvare Giasone e cerca risposte dall'Oracolo, dove scopre la verità sulla nascita di Giasone.

## Telamone
- Titolo originale: Telamon
- Diretto da: Declan O'Dwyer
- Scritto da: Lucy Watkins

Dopo che Arianna è stata formalmente incoronata regina di Atlantide, Pasifae rimane ancora non catturata e Atlantide rimane vulnerabile a causa delle conseguenze della battaglia passata. Un misterioso straniero arriva ad Atlantide con il nome del principe Telemone di Egina. Cerca di conquistare la fama e il cuore di Arianna nei Giochi dell'Incoronazione, un combattimento tra gladiatori nell'arena. Si scopre che Telemone non è proprio quello che sembra e commette un omicidio prima di perdere definitivamente il torneo contro Giasone. Tuttavia, Arianna alla fine accetta la sua proposta di matrimonio.

## Il principe traditore
- Titolo originale: The Marriage of True Minds
- Diretto da: Declan O'Dwyer
- Scritto da: Howard Overman

Arianna viaggia con il suo fidanzato e l'intero entourage, inclusi Giasone e i suoi amici, ad Egina per chiedere l'approvazione del fidanzamento del padre di Telemone. Telemone, che lavora per Pasifae, tradisce Arianna ma le risparmia la vita durante un'imboscata dei Colchei. Paga il prezzo più alto per mano di Pasifae per questo atto. Nel frattempo, Giasone, Pitagora, Ercole, Arianna e Dione ferito a morte sono in fuga dai Colchei, incontrando un gruppo di viaggiatori lungo la strada. Finiscono per rifugiarsi in una necropoli; Arianna colpisce Pasifae con una freccia e Pasifae, Medea e Giasone cadono in un abisso.